# Kljajićevo
Kljajićevo (serbisch-kyrillisch Кљајићево), vormals Krnjaja, ist ein Dorf in der Opština Sombor im Bezirk West-Batschka (Zapadna Bačka) der autonomen Provinz Vojvodina in Serbien mit etwa 6000 Einwohnern. Auf Deutsch heißt der Ort Kernei, auf Ungarisch Kerény. Maria Theresia ließ den Ort 1765 mit Schwaben besiedeln, 1944 war er von rund 6.300 Donauschwaben bewohnt. Kernei hat, wie die meisten donauschwäbischen Orte, mehrere Namen, auch durch Dialekt abgewandelt: Kernyáya, Kornau, Kernai, Gorni-Szentkirály, Kernyája, Szentkirálya, Királya.

## Geschichte

### Frühe Besiedelung

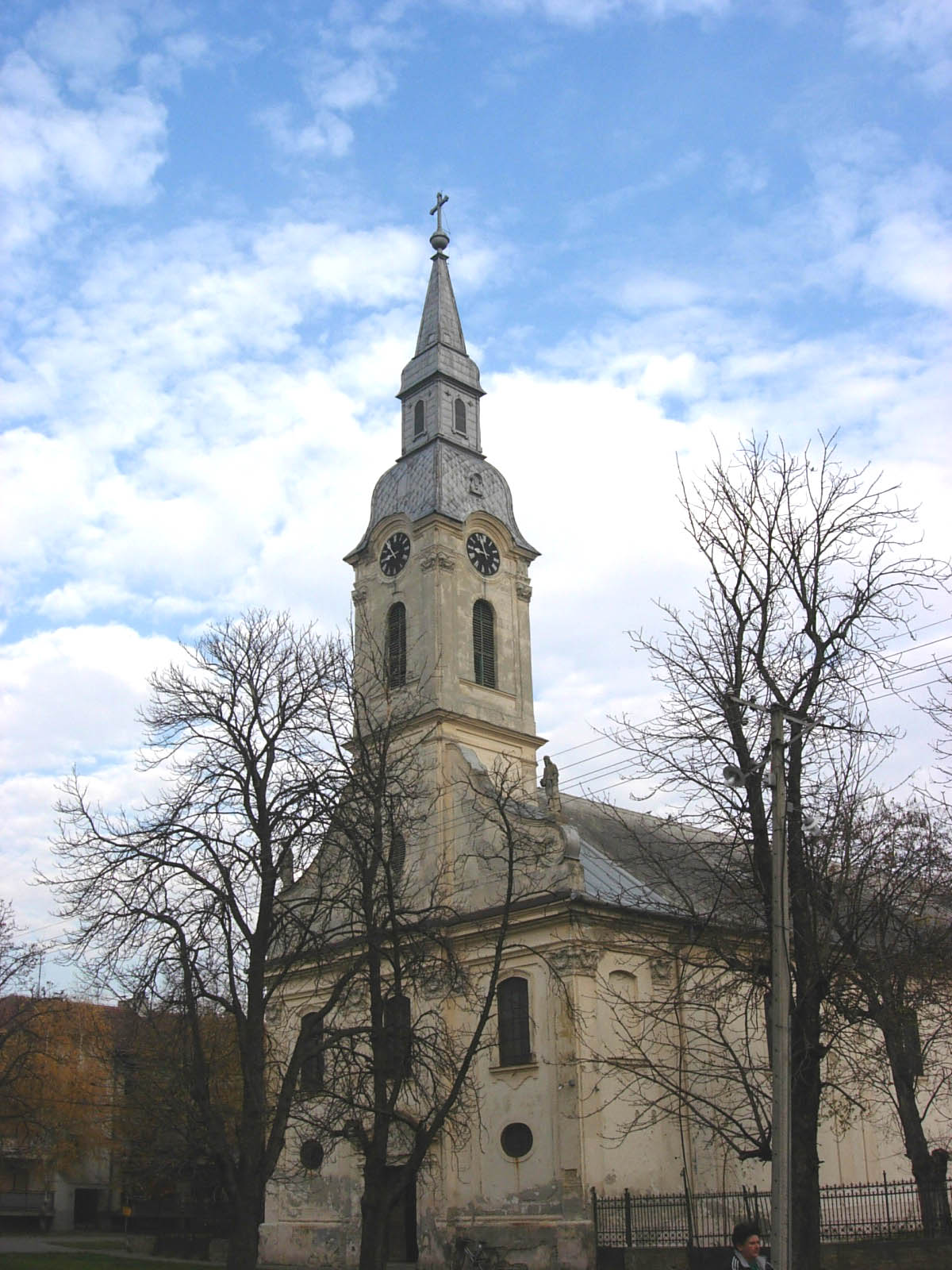
Die römisch-katholische Kirche

Menschliche Ansiedelungen im Gebiet des heutigen Kljajićevo können bis in die Steinzeit zurückverfolgt werden. Es wurden Tongefäße gefunden, die darauf hindeuten, dass hier im 2. Jahrhundert v. Chr. Kelten gelebt haben. Sie wurden von den Dakern abgelöst und ihnen folgten die Jazygen. Diese wurden von den Römern unter Marc Aurelius (161–180 n. Chr.) besiegt. Aus dieser Zeit stammen die „Römischen Schanzen“, die ihren Ausgang bei Apatin haben. Eine der sogenannten „Kleinen Schanzen“ zog sich unterhalb der Teletschkaer Hügel von Miletitsch, nordöstlich von Sombor, vorbei an Tschonopl und Kernei bis nach Tscherwenka. Die römische Herrschaft wurde durch die Goten erschüttert. 1391 wurde, während der Regierung des Königreichs Ungarn, eine Siedlung mit dem Namen Szent Király (Sveti Kralj) an dieser Stelle erwähnt.

### Osmanische Verwaltung
Während der osmanischen Verwaltung (16.–17. Jahrhundert) war die Batschka Teil des Sandschak Segedin (Szeged). Die ehemalige ungarische Bevölkerung floh und das Gebiet wurde meist von ethnischen Serben aus dem Süden besiedelt. Das Dorf wurde erstmals im Jahr 1590 in den osmanischen Steuerlisten (Defters) als Kernja, eine Siedlung in der Nähe von Sombor, erwähnt. Die Siedlung wurde 1601 auch unter dem Namen Krnjaja erwähnt und war von ethnischen Serben bevölkert. In den frühen 1700er-Jahren verwalteten Serben Bauernhöfe mit Viehzucht als Teil der österreich-ungarischen Grenzverteidigung gegen das Osmanische Reich. Die Landschaft blieb dünn mit Bauernhöfen besiedelt, bis ca. 1760 die ersten Donauschwaben in 100 neuen Häusern angesiedelt wurden.

### Habsburger Verwaltung
1699 kam die Batschka in den Besitz der Habsburg-Monarchie Österreich. Nachdem Maria Theresia von Österreich als Königin von Ungarn im Jahr 1740 den Thron bestieg, ermutigte sie die Kolonisation der Kronländer zunächst auf der Militärgrenze und später auf der gesamten Fläche, da die Bevölkerungsdichte nach den letzten Türkenkriegen durch die Kriegsführung dezimiert worden war.
Die neuen Siedler im Dorf waren in erster Linie Österreicher, Ungarn und Böhmen. Anton von Cothmann (1720–1768) hatte entscheidenden Einfluss auf Verlauf und Gestaltung der Ansiedlung. Er machte 1763 der Kaiserin Maria Theresia den Vorschlag, Kernyája und das umliegende Gebiet zu besiedeln. Laut der „Conscriptio“ vom 21. Dezember 1765 wurde ein neues Dorf angesiedelt mit 17 Familien, davon 57 Prozent ethnische Deutsche. Darunter waren Bauern, zwei Schmiede, ein Zimmermann, ein Weber und ein Wirt. Das Dorf wurde jetzt „Kernjaja“ oder „Kernyaja“ genannt. In den nächsten Jahrzehnten stieg die Zahl der Siedler jährlich. Zwischen 1794 und 1796 kamen 291 Familien nach Kernaja, unter ihnen 83 Prozent Deutsche, 11 Prozent Ungarn und 6 Prozent Böhmen.
Kaiser Joseph II. erweiterte das Dorf um 78 neue Häuser. Die katholische Kirche wurde im Jahr 1791 gebaut. Obwohl das Dorf viele offizielle Namen hatte, nannten die Bewohner es bis zur Vertreibung 1945 „Kernei“. Zu Beginn des Jahres 1767 wurden Schüler im Kantorhaus unterrichtet. Die neue Schule wurde im Jahr 1911 erbaut. Die Kirche wurde später in eine griechisch-orthodoxe Kirche verwandelt.
Im Jahr 1805 hatte Kernei 2.000 Einwohner. Als die Einwohnerzahl 1850 auf 3.500 anstieg, lag der Anteil der Bevölkerung aus anderen Nationalitäten bei weniger als 5 Prozent. Die Anzahl der Einwohner jüdischer Abstammung lag bei etwa 50. Es gab einen eigenen jüdischen Friedhof, aber die letzten Juden verließen Kernei um 1910. Um die Wende zum 20. Jahrhundert und danach begann die große Auswanderungswelle nach Nordamerika. Es gab in der Zeit ein stetiges Auf und Ab in der Einwohnerzahl, sodass die 5.000er-Marke erst 1910 erreicht wurde.

### Jugoslawische Verwaltung
1918 fiel Krnjaja, als Teil von Batschka, Banat und Baranja, an das Königreich Serbien, das später zusammen mit dem Königreich Montenegro und den Slowenen, Kroaten und Serben das Königreich der Serben, Kroaten und Slowenen bildete. Von 1929 bis 1941 war das Dorf Teil der Dunavska Banovina, einer Provinz des Königreichs Jugoslawien.

### Der Zweite Weltkrieg
Am 6. April 1941 begann der Angriff auf Jugoslawien. Kurz danach marschierten Einheiten der Wehrmacht in Krnjaja ein. Sie wurden von der deutschen  Bevölkerung begeistert empfangen, die bereits seit Jahren von der nationalsozialistischen Volksgruppenführung unter Josef Janko und ihrer Ortsgruppe indoktriniert worden war. Nach der jugoslawischen Kapitulation führte die SS-Division „Reich“ in Krnjaja und allen anderen Gemeinden eine von intensiver Propaganda begleitete Anwerbung unter den Männern der jüngsten Jahrgänge durch. Die SS konnte bis Anfang Mai mehrere Rekrutenkompanien aufstellen, die nach einer kurzen Grundausbildung in Prag schon im Juni 1941 an der Ostfront eingesetzt wurden.
In Absprache mit dem Deutschen Reich besetzte Ungarn die Batschka, wodurch der Ort Krnjaja unter ungarische Verwaltung gestellt wurde. Nach Kriegsende wurden die Staatsgrenzen gemäß dem Friedensvertrag von Trianon 1920 wiederhergestellt. Angesichts des Vormarsches der Roten Armee wurden die meisten Donauschwaben evakuiert.

## Bevölkerungsentwicklung
- 1869: 4071 in 460 Häusern
- 1880: 4012 in 583 Häusern
- 1890: 4368
- 1900: 4692 in 1001 Häusern
- 1910: 5132
- 1921: 5314
- 1941: 6001
- 1944: 6347
- Februar 1945: 2567
- März 1945: 242
- 1961: 6088
- 1971: 5805
- 1981: 5850
- 1991: 5737

## Söhne des Ortes
- Michael Krämer (1923–2016), römisch-katholischer Neutestamentler
- Josef Elter (1926–1997), römisch-katholischer Priester, Bildhauer und Grafiker
- Goran Kartalija (* 1966), Fußballspieler